# Halictus placatus
Halictus placatus är en biart som beskrevs av Cockerell 1934. Halictus placatus ingår i släktet bandbin, och familjen vägbin. Inga underarter finns listade i Catalogue of Life.